# T-killah
Алекса́ндр Ива́нович Тара́сов (более известен под псевдонимом T-Killah; род. 30 апреля 1989, Москва) — российский хип-хоп, R&B, рэп исполнитель, продюсер и медиафутболист.

## Биография
Родился 30 апреля 1989 года в Москве. Родители Иван Тарасов и Елена Тарасова. Отец в 80-е был снабженцем завод ЗИЛ, в дальнейшем занимался таможенным бизнесом.
Окончил школу с углубленным изучением экономики и Академию экономической безопасности МВД РФ. Всё свободное время посвящал спорту: занимался футболом, волейболом и ездой на горном велосипеде. По профессии не работал ни дня и все свое время посвятил музыке.
C 2019 по 2024 гг. продюсировал певицу MIA BOYKA. С 2020 года является учредителем музыкального лейбла Klever Label.
Выступал в качестве игрока в медиафутбольной команде «На Спорте». В августе 2022 года вместе с Дмитрием Тарасовым создал свой медиафутбольный клуб «Родина Медиа». В 2023 году дебютировал в профессиональном футболе, выйдя на замену на несколько минут в матче Кубка России.

## Личная жизнь
Женат на Марии Беловой (Тарасовой). Александр и Мария Белова познакомились благодаря благотворительному проекту, в рамках которого каждый желающий может купить свидание с понравившимся ему человеком. В мае 2018-го Александр на Мальдивах сделал избраннице предложение руки и сердца, а летом 2019-го пара сыграла свадьбу. 3 марта 2023 года в Аргентине родился сын Иван-Леонель, названный в честь отца Александра и знаменитого аргентинского футболиста Лионеля Месси.

## Творчество

### Дискография
- 2013 — «Boom»
- 2015 — «Головоломки»
- 2016 — «Напиток»
- 2020 — «Витамин Т»

### Видеоклипы
| - 01. До дна (Хозяин) (2009) - 02. Забираю (2009) - 03. Радио (2010) - 04. Над землей (2010) - 05. Задай вопрос (2010) - 06. Не забывай (Feat. Ольга Бузова) (2011) - 07. Катя на Бугатти (2011) - 08. Вернись (2011) - 09. Провокация (2012) - 10. Mirror Mirror / Мира мало (2012) - 11. Boom Boom (2012) - 12. Я буду рядом / Shot (Feat. Лена Катина) (2013) | - 13. Головоломки (2013) - 14. Привет как дела (2014) - 15. Невидимая (2015) - 16. Alcoholic (2015) - 17. Я буду помнить (Feat. Александр Маршал) (2015) - 18. Этажи (2015) - 19. Это нормально (2015) - 20. Доброе утро (2016) - 21. Обезьяны (2016) - 22. Каблук (2016) - 23. Вася в разносе (2016) - 24. Копилка (2016) | - 25. Интро (2016) - 26. Папа (2017) - 27. Ноги молодцы (2017) - 28. Горим горим (2017) - 29. Барабан (2017) - 30. До Талого (2017) - 31. Рисковать (2018) - 32. Ты нежная (2018) - 33. Тату Россия (2018) - 34. Лей в баре лей (2018) - 35. Лютые морозы (2019) - 36. В моём авто (2019) | - 37. Рестарт (2019) - 38. Миллионы (2019) - 39. Сухое Белое (2019) - 40. Мама не в курсе (2019) - 41. Люби меня люби (2019) - 42. Найки Страйки (2019) - 43. Звездопад (2020) - 44. Пацанам (2020) - 45. На природу (2020) - 46. Кокос (2020) - 47. На дискотеку (2020) - 48. Коктейль (2020) | - 49. Мария (2020) - 50. Лепесток (2021) - 51. Похолодало (2021) - 52. Саламандра (2022) |